# Bianca Cappello
Bianca Cappello, född 1548 i Venedig, död 17 oktober 1587 i Poggio a Caiano, var en venetiansk aristokrat, storhertiginna av Toscana.

## Biografi
Capello flydde tillsammans med sin älskare Pietro Bonaventuri till Florens och blev här arvprinsen Francesco de Medicis älskarinna. Denne lät 1570 mörda Bonaventuri. 
Sedan Frans I tillträtt som hertig av Toscana 1574 och 1578 blivit änkling, lät han 1579 gifta sig med Bianca Cappello, som därefter utövade ett stort inflytande över hertigen.

## Eftermäle
Bianca Cappello var bland annat huvudpersonen i Per Hallströms drama med samma namn.

## Galleri
Fil:Bianca Capello2.jpg|vänster|Bianca Capello.